# Południk paryski

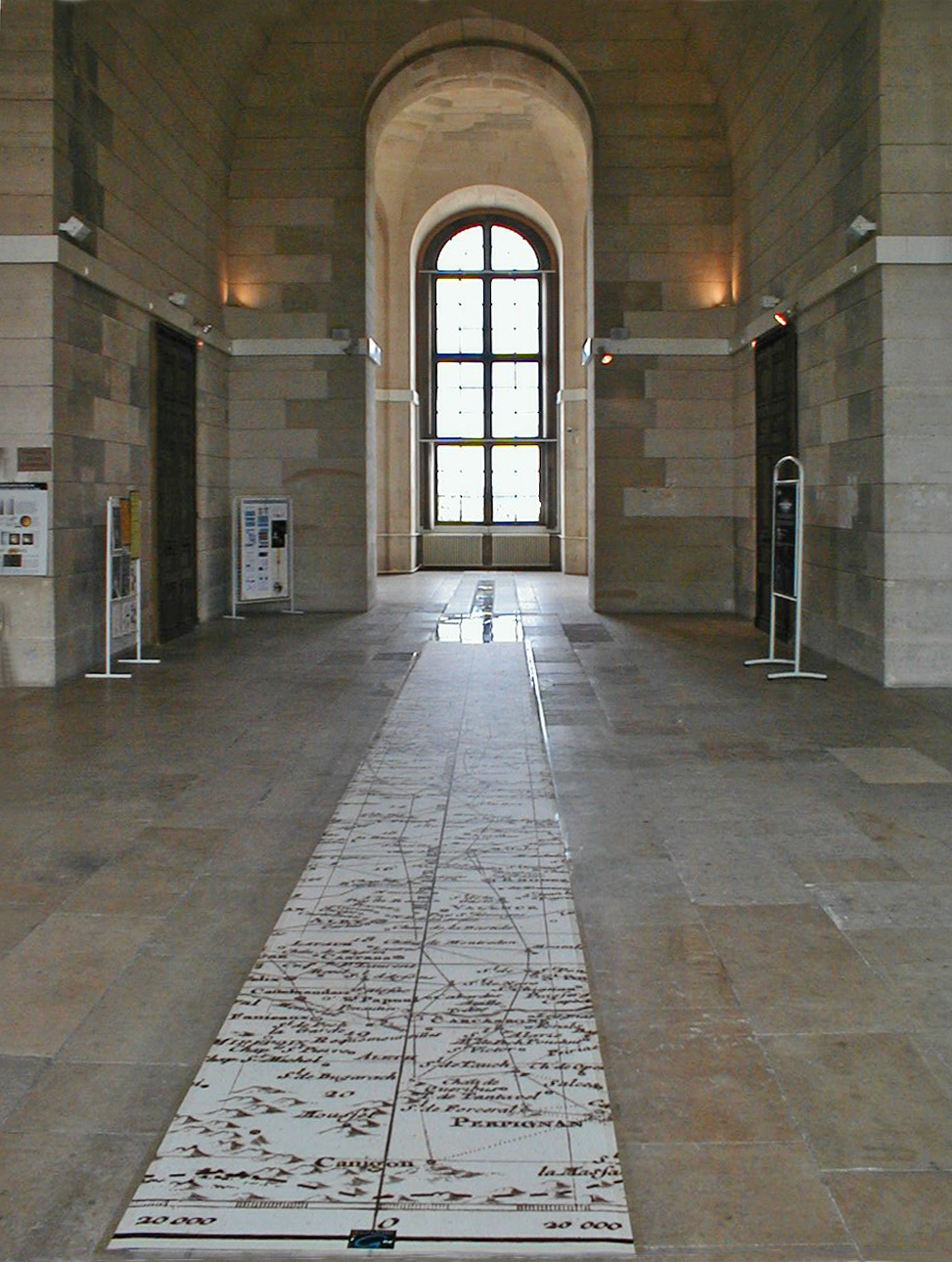
Sala w obserwatorium Paryskim. Przebieg południka zaznaczony jest linią na podłodze pomieszczenia

Południk paryski – południk przechodzący przez obserwatorium w Paryżu we Francji o długości geograficznej wschodniej 2°20′14,025″. Przez wiele lat używany był jako południk zerowy, a w późniejszych latach stanowił konkurencję dla południka zerowego w Greenwich, podobnie jak linia w Antwerpii. Przebieg południka wytyczył we wczesnych latach XIX wieku astronom François Arago. Linia południkowa stosowana była do celów geodezyjnych do 1884 roku, kiedy konferencja w Waszyngtonie ustaliła, że południk zerowy przechodzić będzie przez Londyn. Wywołało to wiele sprzeciwów we Francji, gdzie do 1911 roku nadal używano współrzędnych paryskich. Do chwili obecnej zaznaczany jest na niektórych mapach w atlasach francuskich.

## Medaliony Arago

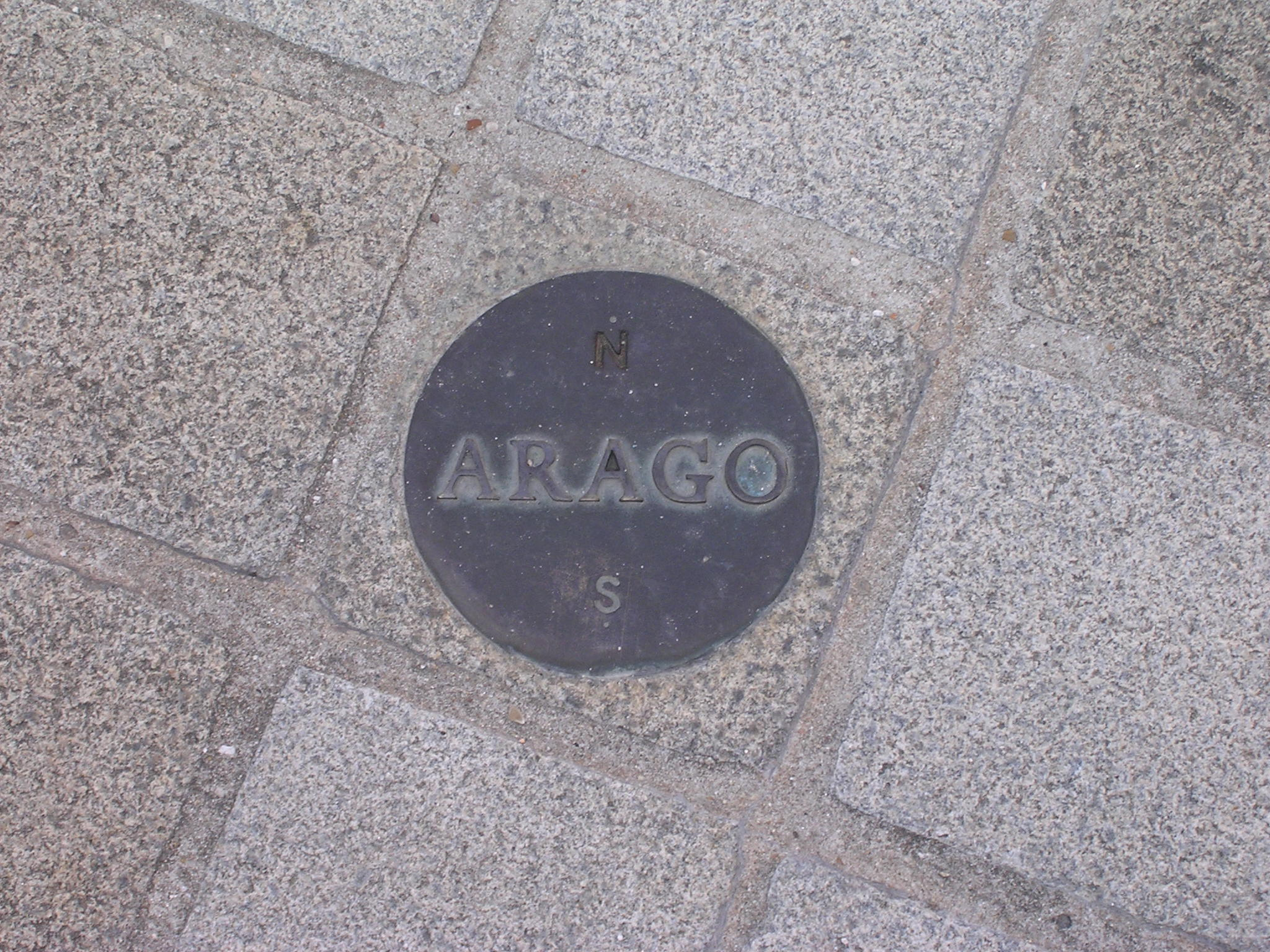
Jeden z 135 medalionów Arago, znajdujący się nieopodal Piramidy na dziedzińcu Luwru.

W 1994 Stowarzyszenie Arago i władze Paryża zaakceptowały pomysł artysty holenderskiego Jana Dibettsa na stworzenie pomnika Arago. Polegał on na umieszczeniu 135 medalionów z brązu w paryskich chodnikach w miejscu południka. Każdy z medalionów ma 12 cm szerokości, napis ARAGO i litery N i S oznaczające północ i południe.
Chociaż mówiono o 135 medalionach, w oficjalnych przewodnikach znajduje się tylko 121. Część z nich została skradziona (w asfalcie lub płytach znajdują się tylko charakterystyczne puste miejsca). Kilka z nich, głównie na terenie Ogrodu Luksemburskiego, wymieniono w 2000 na inne, większe medaliony.
Inny projekt, dotychczas niezrealizowany, zakładał nasadzenie linii z drzew przez cały obszar Francji, która byłaby widziana z kosmosu.
Chociaż do południka pojawia się nawiązanie w powieści Kod Leonarda da Vinci, nie ma on nic wspólnego z linią róży, jak również nie przechodzi przez Kościół św. Sulpicjusza w Paryżu.